# Kozi Grzbiet (Tatry Bielskie)

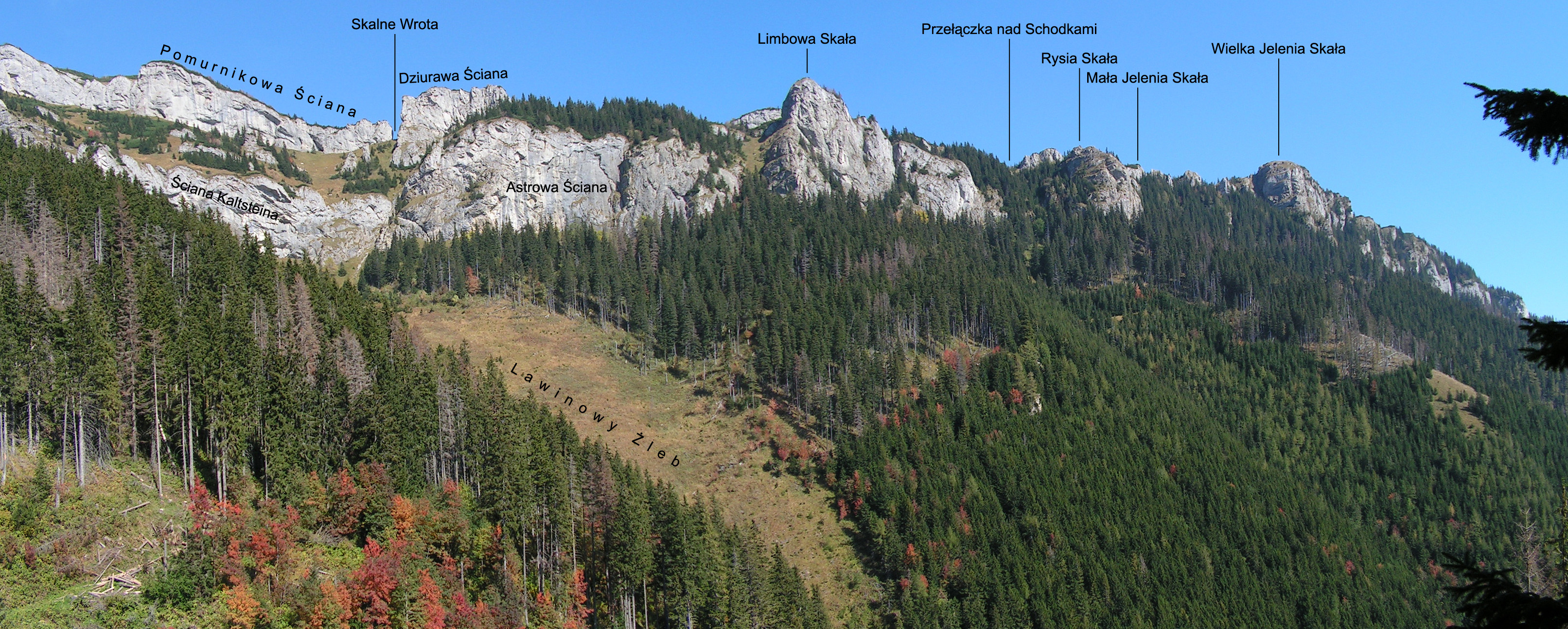
Skalne Wrota i Kozi Grzbiet (podpisane obiekty)

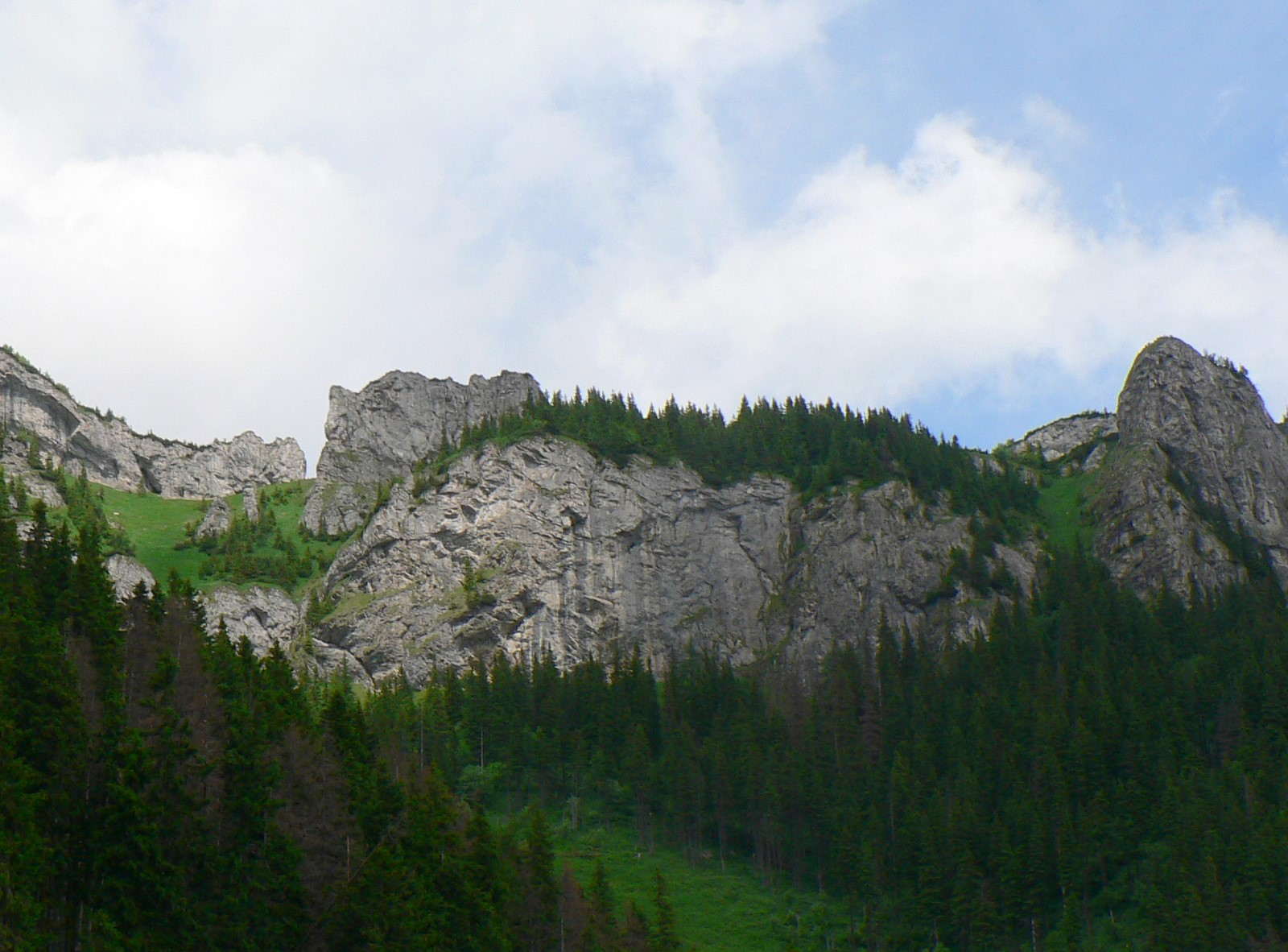
Skalne Wrota i zachodnia część Koziego Grzbietu

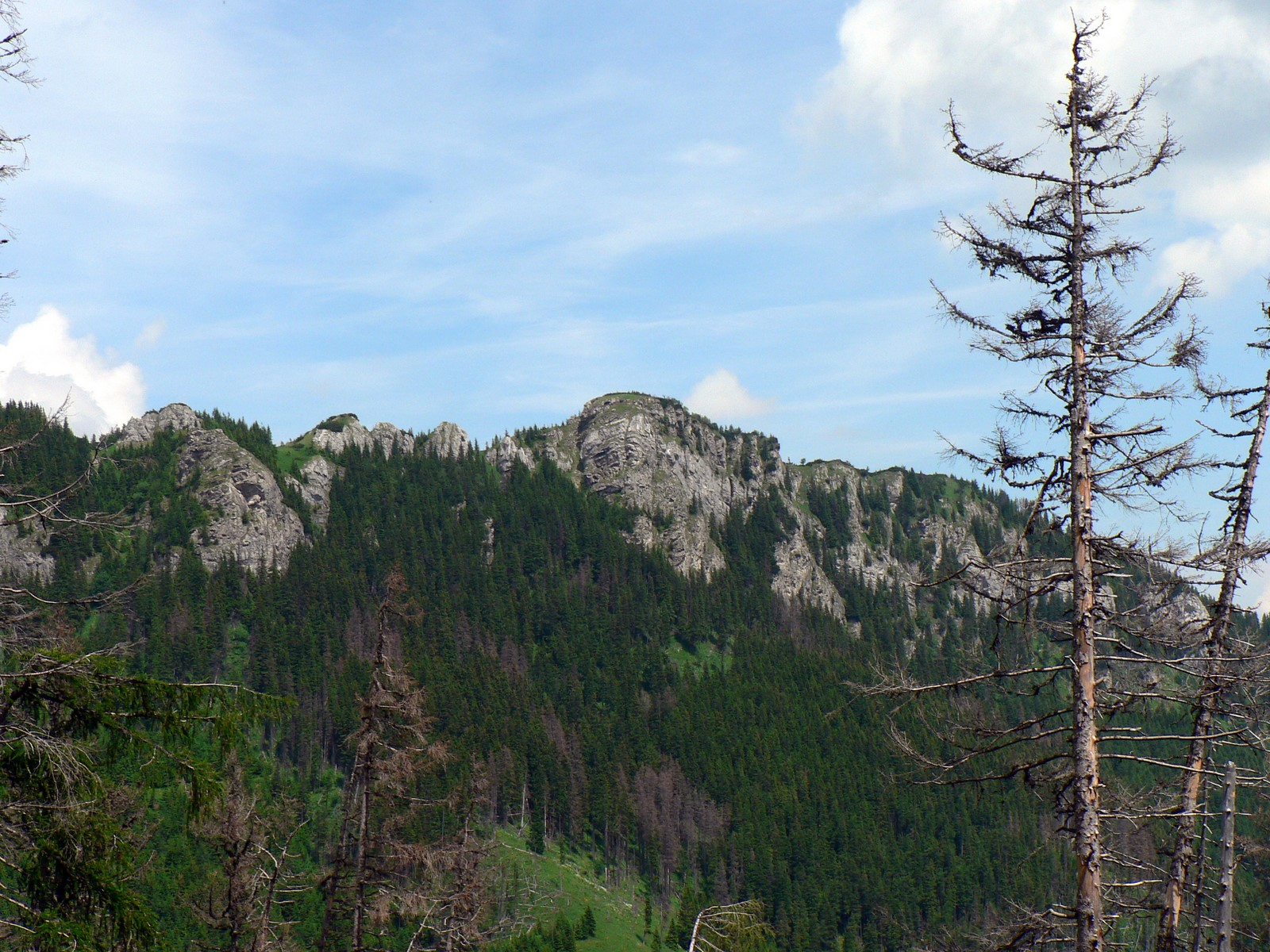
Wschodnia część Koziego Grzbietu

Kozi Grzbiet (niem. Ziegenrücken, słow. Kozí chrbát, węg. Kecske-hát) – skalisty grzbiet w grani głównej Tatr Bielskich na Słowacji.
Grzbiet ma ok. 1 km długości i znajduje się na wschodnim krańcu Tatr Bielskich pomiędzy przełęczą Skalne Wrota (Skalné vráta, 1620 m n.p.m.), oddzielającą grzbiet od Bujaczego Wierchu (Bujačí vrch, 1947 m), oraz Fajksową Przełęczą (1480 m), po której wschodniej stronie znajduje się Fajksowa Czuba (Faixova, 1488 m), przedostatni szczyt na wschodzie Tatr. 
W grani znajduje się kilka niewielkich obiektów:
- Dziurawa Ściana, przebita na wylot dwoma małymi tunelami: Oknem i Strzelnicą,
- Limbowa Skała,
- Przełączka nad Schodkami,
- Rysia Skała,
- Mała Jelenia Skała,
- Wielka Jelenia Skała[3].

W okolicach wschodniego końca grzbietu od grani głównej odgałęzia się zalesiona Neslowa Grań, prowadząca w kierunku południowo-wschodnim
Kozi Grzbiet rozgranicza dwie niewielkie doliny tatrzańskie:
- Dolinę Suchą Bielską na północy,
- Dolinę Czarną Rakuską na południu[2]

Neslowa Grań rozdziela Dolinę Czarną Rakuską od Doliny Huczawy Bielskiej.
Nieco poniżej grzbietu, po jego północnej stronie, do 1978 r. prowadził szlak Magistrali Tatrzańskiej. Fragment znajdujący się w Tatrach Bielskich został jednak zamknięty, a na terenie grzbietu utworzono rezerwat ścisły. U stóp grani przebiega zielony szlak z Tatrzańskiej Kotliny do schroniska pod Szarotką (chata Plesnivec) i Doliny Białych Stawów.
Na południe, do Doliny Czarnej Rakuskiej Kozi Grzbiet opada pionowymi ścianami, których wysokość dochodzi do 90 m. Na północ, do Doliny Suchej opada z Koziego Grzbietu jednolicie nachylone zbocze, w najwyższej części porośnięte kosodrzewiną lub lasem. Od dolnej części Koziego Grzbietu, pomiędzy (Fajsksową Przełęczą a Wielką Jelenią Skałą) odgałęzia się na północ, do Doliny Suchej  grzęda zwana Długą Ścianą.